# 芸汐传
《芸汐传》，是一部2018年中国大陆古装架空电视剧，改编自芥沫的长篇小说《天才小毒妃》，由張哲瀚、鞠婧祎、米热领衔主演。
本剧于2017年7月10日正式开拍，并于同年10月28日杀青，历时111天。以网络剧形式于2018年6月25日在爱奇艺首播。该剧也是首批以VIP收看全集方式播出的剧集。由于播出反应热烈，8月15日大结局播出当天特别播出两部番外篇回馈观众。并于2020年2月12日登陆湖南卫视白天偶像独播剧场上星播出。

## 故事簡介
韩芸汐（鞠婧祎饰）身为太医之女（實為毒宗之女），自幼丧母，历经各种磨难，依然保持积极向上的乐观心态。芸汐颇有医学天赋，精通传统医术，却因此遭受各种妒忌和排挤。一道圣旨，芸汐被嫁给了秦王龙非夜（张哲瀚饰），还被迫答应太后在秦王府做卧底（但取得其母家傳毒術典藏手鐲），因而陷入波谲云诡的宫廷斗争之中。芸汐凭借高超的医（毒）术、睿智的头脑和善良的内心，为太子和朝中大臣破解剧毒、帮助秦王识破内奸、为全国百姓解除毒瘟疫等。芸汐虽与龙非夜互相爱慕，为了解救其身上的毒蛊，她选择自戕以取得自己的心头血为解药。平定天下的龙非夜，最终把帝位交给了弟弟唐离，离开喧嚣的宫廷，隐居在充满与芸汐回忆的梅海，一切仿彿回归往常一样。

## 播出时间
| 頻道                    | 所在地   | 播映日期       | 播出時間                                   |
| 爱奇艺                  | 中国大陆 | 2018年6月25日  | 每周一至周四更新2集，VIP会员抢先看全集     |
| 愛奇藝台灣站            | 臺灣     | 2018年6月25日  | 每周一至周四更新2集，VIP会员抢先看全集     |
| dimsum                  | 马来西亚 | 2018年6月26日  | 每周二至周四更新2集                        |
| 中华TV                  |          | 2018年12月24日 | 週一至週五9:40、15:50、22:50               |
| 八大第一台              | 臺灣     | 2019年3月8日   | 週一至週五19:00~21:00                      |
| ELTA愛爾達綜合台（MOD） | 臺灣     | 2019年3月8日   | 週一至週五19:00~21:00                      |
| 八大戲劇台              | 臺灣     | 2019年5月11日  | 週六週日18：00~20：00（重播12：00~14：00） |
| 江苏综艺                | 中国大陆 | 2019年6月17日  | 牛栏山之夜精品剧场                         |
| 湖南卫视                | 中国大陆 | 2020年2月12日  | 白天偶像独播剧场                           |

## 演员列表

### 主要角色
| 演員                | 角色   | 介紹 | 配音   |
| 鞠婧禕 儿时：裴佳欣 | 韩芸汐 | 韩府大小姐（嫡女）／毒宗之女→秦王妃→獻祭 毒宗天心夫人之女 性格开朗善良，家世坎坷，虽长于医学世家，实为毒宗之女， 深爱龙非夜。从小受尽奚落排挤，但从不自怨自艾，反而嫉恶如仇，遇事不会一味忍让，每次都用自己的聪明才智化险为夷。医学基础深厚，更因母亲天心夫人留下的神秘手镯而习得一手精妙毒术。为了能与失踪的母亲见上一面，被迫答应太后进秦王府做卧底。虽为卧底却不曾出卖龙非夜，除了有一次，太后以天心夫人的性命作为威胁，逼迫其为龙非夜施针，险害龙非夜暴露毒蛊人的身分。后虽与龙非夜互相表明心意，却意外发现生父毒宗竟是将龙非夜变成毒蛊人的凶手，为了替父亲赎罪和拯救自己心爱的人，不分昼夜专心研制毒蛊人的解药。后得知解毒蛊的解药必须用到毒宗一脉的心头血，决定自己服毒死去，将自己的心头血制成解药治愈龙非夜，臨死前，將毒宗毒典秘術手鐲轉交顧七少，代為保管。 | 徐佳琦 |
| 張哲瀚 儿时：温淳棣 | 龙非夜 | 秦王／天宁皇帝的四弟／前秦軒轅遺孤（秦熙后裔）→毒蠱人→叛變（撥亂反正）→討伐→秦軒轅秦熙皇朝復甦→禪位 少時被毒宗天心夫人所救 沉稳内敛、面冷心热、足智多谋，深爱韩芸汐。从小身世坎坷，因当年天寧拿秦熙王族去研制毒蛊人而成为毒蛊人，每隔一段时间就会毒性发作，长期服用美人血压制毒性爆发。后以死去的天宁皇子龙非夜身分生活着，虽非宜太妃親生儿子，两人却母子情深。原为人冷漠，在遇到韩芸汐后，龙非夜的内心逐渐被融化，两人从互相防备到彼此交心。為了護芸汐周全曾忍住內心愛意趕走芸汐。虽在討伐完天寧後解了毒蛊人之毒，但失去芸汐的龙非夜看淡名利，把帝位交给了唐离，离开喧嚣的宫廷，隐居於充满他与芸汐回忆的梅海。 | 魏超   |

### 秦王府→（秦軒轅秦熙皇朝）
| 演員                | 角色     | 介紹 | 配音   |
| 張哲瀚 儿时：温淳棣 | 龙非夜   | 秦王／天宁皇帝的四弟／前秦軒轅遺孤（秦熙后裔）→毒蠱人→叛變（撥亂反正）→討伐→秦軒轅秦熙皇朝復甦→禪位 參見主要角色 | 魏超   |
| 鞠婧禕 儿时：裴佳欣 | 韩芸汐   | 韩府大小姐（嫡女）／毒宗之女→秦王妃→獻祭 參見主要角色 | 徐佳琦 |
| 王佑硕 儿时：曹聪怿 | 唐离     | 秦熙后人／龙非夜的皇弟／唐门少主唐离→ 秦熙皇朝皇帝 开朗大方，身怀绝技、出手狠辣。在秦熙皇族逃命之時被唐门所救，雖是唐门少主，可真实身分是秦熙后人。一心想着跟兄弟打拼天下，无奈总有一个未婚妻宁静如影随形，被逼學成後逃婚到秦王府住下。重情重义对哥哥龙非夜敬重有加，也是哥哥龙非夜寄托的希望，最終从一个天真无邪爱耍宝的少年蛻變成稳重大气的一代君主。                                                                | 谷江山 |
| 林思意（SNH48）     | 欧阳宁静 | 云空学院大小姐／龙非夜师妹→唐离之妻→ 秦熙皇朝皇后 敢爱敢恨，活泼可爱，脾气火爆，她与唐离青梅竹马，他走到哪里她就跟到哪里，纠缠着唐离，把唐离逼至讓其學成後逃婚到秦王府，也追到秦王府。想要劝他和自己回去，但是總是遭到唐离无情的拒绝。看到芸汐和龙非夜感情很好，于是向芸汐讨教驭夫秘笈。最終成為唐離之妻、皇后。 | 朱蓉蓉 |
| 邵雪聪（SNH48）     | 百里茗香 | 百里元隆将军小女儿／宜太妃外甥女→被刺殺 与秦王青梅竹马，从小单恋龙非夜，不顾自己性命自愿服毒十余年，备受煎熬只为养成“美人血”以解龙非夜所中的蛊毒。而韩芸汐一出现就得到了秦王正妻的身分与龙非夜的爱，嫉妒使百里茗香面目全非，心肠歹毒，从此视芸汐为眼中钉肉中刺。得知毒宗一脉的心头血可解毒蛊后设计杀了毒宗，如此要解龙非夜的蛊毒就唯有逼韩芸汐取下自己的心头血。后替韩芸汐挡剑而死，也是为了保護（龙非夜的解药）安危。 | 刘晴   |
| 谭琍敏              | 宜太妃   | 天宁皇朝太妃／龙非夜养母→自戕 虽知眼前的龙非夜并非自己的亲生儿子，因长久的母子情帮其隐瞒。后被天徽帝抓走成为人质，为不拖累儿子，跳下城墙而亡。 | 李金燕 |
| 赵毅新              | 楚西风   | 龙非夜贴身侍衛 忠心耿耿且行事穩重，是龍非夜的左膀右臂。喜歡茱萸。 | 郭浩然 |
| 冯麒诺              | 赵嬷嬷   | 龙非夜贴身嬷嬷 一位神助攻。 |        |

### 韩府
| 演員                | 角色     | 介紹 | 配音   |
| 卢星宇              | 韩从安   | 韩府老爷／首席太医／韩芸汐养父→被罷擢→平民 表面上嫌弃芸汐、任由她被二姨娘和韩若雪欺负、对其脸蛋下毒，实为遵守与天心夫人的约定，目的是为了让她嫁到普通人家，受他庇护，平安度过一生。虽对芸汐恶言相对，芸汐不忍其被污蔑救不了太子而下狱，拼命取得毒蠱獸之血救下太子。重生的韩家離開京城返回老家，并于与芸汐和好。后为救染上毒瘟疫的芸汐，拚老命取下一昧解药紫艾草。 | 严明   |
| 周睿君              | 天心夫人 | 白彦青妻子／韩芸汐生母→被刺殺墜亡 參見毒宗 |        |
| 鞠婧禕 儿时：裴佳欣 | 韩芸汐   | 韩府大小姐（嫡女）／毒宗之女→秦王妃→獻祭 參見主要角色 | 徐佳琦 |
| 童彤                | 徐夫人   | 韩府二姨娘／韩若雪之母 因天心夫人的出现，被降为妾室，从此讨厌韩芸汐，与女儿若雪一起欺负她。因丈夫韩从安下狱，无奈向芸汐求救，两人终归和好。 | 杨希   |
| 上官瞳              | 三姨娘   | 韩府三姨娘／韩云逸之母 疼爱韩芸汐，视她为己出。 | 马程   |
| 刘炅然（CKG48）     | 韩若雪   | 韩府二小姐（庶女）／二姨娘之女 自小就不把大姐韩芸汐放在眼里，与母亲一起欺负她。爱慕龙非夜，但被龙非夜告知他没有娶同门姐妹的兴趣。因父亲韩从安下狱，被迫向芸汐求救，姐妹俩终归和好。 | 唐小喜 |
| 王奕婷              | 小青     | 韩府二小姐的丫鬟 |        |
| 金湘栋              | 韩云逸   | 韩府少爷／三姨娘之子 敬爱大姐韩芸汐，讨厌二姐韩若雪对芸汐态度。 |        |

### 藥鬼谷
| 演員              | 角色            | 介紹 | 配音   |
| 米热 儿时：卢瑾灏 | 顾七少／ 君亦邪 | 藥鬼谷 谷主／北厲二皇子／君亦正之弟 妖异魅惑、风流倜傥。虽贵为皇子，但是其母却是婢女，导致出身卑微自小受尽冷落。被善良开朗的韩芸汐打动，对她一见倾心，不顾自身背负的家族使命以及众人的阻止，一次次暗中雪中送炭，帮助她化险为夷。虽然他与韩芸汐的立场处于对立面，但当面对韩芸汐时，便立刻显露出痴情真心。后因意外成为第二代毒蛊人，但由于体内含有之前中的绝踪草之毒，方可压制毒性。面对韩芸汐的以死相逼，他不得不亲自取下芸汐的心头血为龙非夜解毒。芸汐臨死前，將毒宗毒典秘術手鐲轉交其代為保管。但一次重傷昏迷中，遭一女子奪走而失蹤。顾七少欲尋不得。 | 苏尚卿 |
| 谢蕾蕾（GNZ48）   | 白苏            | 顾七少丫鬟→被刺殺 忠心耿耿、膽大心細，为劫毒宗而死。 |        |
| 李淑婷            | 茱萸            | 顾七少丫鬟→被放自由 個性直率衝動 喜欢楚西风。 |        |
| 黄露露            | 雨泽            | 萬艷閣花魁→顾七少隨侍→被放自由 喜欢顾七少，昏迷時被顧七少救走後，因緣際會被毒宗發現，並且救活。 | 唐小喜 |

### 天宁皇族（風族）
備註：也是一"悲催"一族（至劇終，幾乎全下臺領便當了）。
| 演員                | 角色              | 介紹 | 配音   |
| 胡兵 青年：牛珺宇   | 天徽帝 （龍傲天） | 天宁皇帝／龙非夜皇兄→被刺殺墜亡 多年前提议研制毒蛊人，害死前秦秦熙皇族，也是间接使龙非夜成为毒蛊人的罪魁祸首。为稳住江山，不惜牺牲百姓，制造更多毒蛊人，并派太监李权投毒导致瘟疫发生。最后与龙非夜对峙时，刚愎自负的天徽帝宁愿自己了断生命，从悬崖上跳了下去。天徽帝虽一生作恶无数，但对楚清歌是真爱，死前已经安排楚清歌和她弟弟离开。      | 凌云   |
| 许佳琪（SNH48）     | 楚清歌            | 西邱国公主（和亲公主）→天宁王妃（清妃）→逃亡 三個月前，天寧與西邱戰役，父王被秦王暴杀。为报父仇与國仇，和親嫁与天宁皇帝，伺机復仇。在通过了天徽帝重重考验后得到了其真心的宠爱，可是楚清歌也因此沦陷，对天徽帝动了真情。但在國仇家恨和自己的爱人之間选择了前者，对天徽帝下毒，計畫洩漏后被天徽帝关押，天徽帝死去前还是为楚清歌姐弟安排后路。 | 杨婧   |
| 張哲瀚 儿时：温淳棣 | 龙非夜            | 秦王／天宁皇帝的四弟／前秦軒轅遺孤（秦熙后裔）→毒蠱人→叛變（撥亂反正）→討伐→秦軒轅秦熙皇朝復甦→禪位 參見主要角色 | 魏超   |
| 鞠婧禕 儿时：裴佳欣 | 韩芸汐            | 韩府大小姐（嫡女）／毒宗之女→秦王妃→獻祭 參見主要角色 | 徐佳琦 |
| 李瑞超              | 顾北月            | 太医／毒宗之人→被刺殺 医术逆天，毒术不精。身为毒宗之人，忠心护主，得知韩芸汐是毒宗之女后对其更加保护。后遭遇毒蛊人追击而身受重伤，臨死前将盜取而來的新毒蛊人之精血轉交芸汐，助芸汐得出绝踪草可化解毒蛊人之毒的结论。 | 藤新   |
| 张瑞珈              | 太后              | 天宁太后→服毒自戕 逼迫嫁入秦王府的韩芸汐成为自己的眼线，与宜太妃互看不顺眼，眼看天宁王朝将灭而服毒自尽。 | 刘芊含 |
| 高雄 （中國香港）   | 国舅              | 天宁国舅→被賜死 为了权力，与太子合谋算计龙非夜、韩芸汐、穆清武等人，事跡败露后被赐毒酒而亡。 |        |
| 孙子航              | 龙天墨            | 天宁太子→自戕 被楚清歌下毒，韩芸汐以毒蛊兽之血将其救活。以為天徽帝愛權勢勝過自己，起兵叛變失利，后服毒自杀。 | 凌振赫 |
| 葛杨曦              | 龙天青            | 天宁二皇子→被毒殺 自恃天賦資質高過太子，卻因天徽帝始終只認天墨為太子而心有不甘。多次用計想篡奪太子位未果，最後反被龙天墨给的酒毒死。 | 孙路路 |
| 刘秦杉              | 长冰公主          | 天宁公主→逃亡 个性刁蛮無禮，喜欢穆清武。後與前清妃楚清歌一起逃亡。 | 乔诗语 |
| 陳秀峰              | 蕭貴妃            | 龙天青之母→被賜死 用計殺害皇后，在后宮跋扈多年，楚清歌入宮後失寵，因謀殺楚清歌失敗而被賜死。 |        |
| 衛羽                | 龍振飛            | 龍傲天之父→壽終 天寧帝。叛變前秦軒轅「秦熙皇朝」自組天寧皇朝。 |        |
| 陈镜宇              | 李权              | 李公公→被刺殺 深藏不露、老謀深算。帮助天徽帝制造毒蛊人。 |        |
| 孙溯梦汐            | 绿萝              | 长冰公主婢女 |        |

### 毒宗
備註：也是一"悲催"一宗（至劇終，幾乎全下臺領便當了）。
| 演員                | 角色     | 介紹 | 配音   |
| 李耀景 （中國香港） | 白彦青   | 毒宗宗主／韩芸汐生父→被刺殺 当年因痴迷毒术研究，被天徽帝利用，研制毒蛊人。妻子天心夫人的离开让他醒悟，但为时已晚，被天徽帝囚禁，继续研制毒蛊人。不料四年后与妻子重逢，得知女儿芸汐的存在，决定带着囚犯们逃离，和天心夫人隐居避世，但行动失败，亲眼目睹天心夫人坠崖死亡的他从此疯癫，一直被天徽帝囚禁。后被龙非夜劫走，又被下属顾北月救走。意外得知芸汐是自己的女儿，及当年研制成功的小毒蛊人竟是女婿龙非夜。为求女儿原谅和成全他俩，想不惜取下自己的心头血为龙非夜解毒蛊，但計畫未实践就被百里茗香杀死（促讓芸汐以自己心头血为龙非夜解毒蛊）。 |        |
| 周睿君              | 天心夫人 | 白彦青妻子／韩芸汐生母→被刺殺墜亡 表面是韩家大夫人，实为白彦青妻子。因丈夫失魂癡迷於研製毒蠱人之術，恨其不得，終遠离其夫。为求女儿在健全的家庭成长，带着芸汐嫁入韩府。亦為天寧太后的救命恩人，但卻被其蒙骗去研製毒蠱人，因而與丈夫重逢。虽然夫婦二人决定带著囚犯逃離，但在緊要關頭，為保小龍非夜安全，擋箭且墜崖身亡。 |        |
| 鞠婧禕 儿时：裴佳欣 | 韩芸汐   | 韩府大小姐（嫡女）／毒宗之女→秦王妃→獻祭 參見主要角色 | 徐佳琦 |
| 李瑞超              | 顾北月   | 太医／毒宗之人→被刺殺 參見天宁皇族（風族） | 藤新   |
| 呂春生              | 顧承澤   | 顧北月之父／毒宗之人 影族餘孽。 |        |

### 北厲皇族（黑族）
| 演員              | 角色            | 介紹 | 配音   |
| 米热 儿时：卢瑾灏 | 君亦邪／ 顾七少 | 藥鬼谷谷主／北厲二皇子／君亦正之弟 參見藥鬼谷 | 苏尚卿 |
| 詹俊林            | 北厲皇帝        | 君亦正／君亦邪（顧七少）之父→被毒殺 北厲皇帝。因北厲皇后家的勢力而忽視顧七少及其母親。後被君亦邪毒殺。 |        |
| 胡文喆            | 君亦正          | 北厲皇子／黑族后人／君亦邪之兄→繼任→北厲新皇 在被龙天青准备杀人灭口时，透露楚清歌与北厲结盟。嫉恨弟弟顾七少，一把火烧了药鬼谷。在海东村染上毒瘟疫，顾七少以父帝传授于自己的帝位诏书作为威胁，要君亦正於救治痊愈后，須踏踏实实地当北厲新皇帝。 |        |

### 西邱王國
| 演員            | 角色     | 介紹 | 配音 |
| 许佳琪（SNH48） | 楚清歌   | 西邱国公主（和亲公主）→天宁王妃（清妃）→逃亡 參見天宁皇族（風族）                                                          | 杨婧 |
| 于波            | 西邱國王 | 西邱國國王／楚清歌之父→戰亡 多年以來一直苦尋相關毒蠱人之蹤跡，最終在天寧與西邱大戰中，死於因發狂而成為毒蠱人的龍非夜之手。 |      |
|                 | 天隱     | 西邱國王子／楚清歌之皇弟→即位→西邱國新國王→逃亡 身上毒被天徽帝所解，後被帶進皇宮以嚇楚清歌。                               |      |
| 李予蘇          | 林嬤嬤   | 公主楚清歌之奶娘 |      |

### 云空学院
| 演員                | 角色     | 介紹 | 配音   |
| 張哲瀚 儿时：温淳棣 | 龙非夜   | 秦王／天宁皇帝的四弟／雲空學院師兄／秦熙后裔→毒蠱人→叛變（撥亂反正）→討伐→秦軒轅秦熙皇朝復甦→禪位 參見主要角色 | 魏超   |
| 王佑硕 儿时：曹聪怿 | 唐离     | 秦熙后人／龙非夜的皇弟／雲空學院小師弟／唐门少主唐离→ 秦熙皇帝 參見秦王府                                      | 谷江山 |
| 林思意（SNH48）     | 欧阳宁静 | 云空学院大小姐／龙非夜师妹→唐离之妻→ 秦熙皇后 參見秦王府                                                       | 朱蓉蓉 |

### 其他角色
| 演員   | 角色     | 介紹 | 配音 |
| 彭苗苗 | 秦熙皇后 | 龍非夜之母／前秦軒轅遺孤（秦熙后裔） 為保護兒子而死於劍下。 |      |
| 于子宽 | 穆老将军 | 将军／穆清武之父→自戕 带领穆家军一生效忠天宁皇族。意外得知天徽帝用自己亲兵炼制毒蛊人，与儿子穆清武一同质问天徽帝，为忠义两全，自刎身亡。 |      |
| 贺友宁 | 穆清武   | 将军之子／大理寺卿（代理）→长冰公主驸马人选→叛變（撥亂反正）→秦軒轅秦熙皇朝將軍 为人正直。被追杀而中毒，韩芸汐为其解毒。在确定天徽帝用自己的士兵炼制毒蛊人後，痛心疾首，与父亲、穆老将军一同质问天徽帝。面对自刎身亡的父亲，穆清武悲痛万分，带着部属杀离，投奔秦王龙非夜。 |      |
| 毛凡   | 孫慕初   | 南疆舊部 秦王部屬，初時負責鎮守天寧邊疆。 |      |
| 常晟   | 白嘯川   | 天寧督監 百里元隆将军的學生。受百里茗香所託，去天坑尋找毒宗，不料被毒醫顧北月襲擊而退。 |      |

## 电视原声带

### 中国大陆
| 曲序 | 曲目               |          | 作曲     | 演唱   |
| ---- | ------------------ | -------- | -------- | ------ |
| 1.   | 落花成泥（片头曲） | 郭德紫毅 | 墨明棋妙 | 鞠婧祎 |
| 2.   | 叹云兮（片尾曲）   | 郭德紫毅 | SHIMA    | 鞠婧祎 |
| 3.   | 胭脂绯红（插曲）   | 甘世佳   | 胡榛     | 林思意 |

## 幕后制作与花絮

### 拍摄过程
- 该剧于2017年7月10日在横店唐城举行开机仪式。[4]
- 该剧共拍摄1804场戏，拍摄总时长1800小时，拍摄总用电量5000万千瓦时。[5]
- 该剧历经111天于2017年10月28日在横店杀青。[1]

### 场景设计
- 剧组驻扎在横店影视城华夏园摄影棚馆取景，其中在秦王宫、春秋园及红军长征博览城摄影棚等地进行取景拍摄。[6]
- 道具场景等美术工作人员在开机前半年就陆续进组。
- 单是剧中的一处场景“药鬼谷”，就耗资400万、耗费两个月精心搭建而成。为保持它自然古朴的原生味，几乎所有建造材料都是于后山就地取材。[7]
- 该剧摄影棚总面积达10000平方米，道具多达20000件，服装造型超5000套，总投资近2亿。单是美术造景，全剧组就辗转了超过300个轻古风场景，总价逾2000万。[8]

### 拍摄花絮
- 鞠婧祎在拍韩芸汐的婚礼戏时妆花了两个多小时才完成，因剧情要求，她更搞笑说这是她一个人的婚礼。[9]
- 拍摄期间横店的气温高达40度，胡兵必须把厚重的帝王服套在身上，即使已经热到内心抓狂，但一面对镜头就能秒变“冷酷帝”，强大气场到令现场气温迅速降至冰点，被众演员笑称为移动的“空调机”。[10]
- 胡兵表示剧组要求演员脸上不能有皱纹，他每天上头套前对脸部肌肤都是各种提拉。
- 张哲瀚说自己汗点低，拍摄过程中导演经常喊卡让他擦汗。[11]
- 张哲瀚爆料鞠婧祎笑点低，任何事都会让她笑场，翻白眼她也会笑场；鞠婧祎则责怪张哲瀚逗自己笑场。[12]
- 林思意表示和王佑硕还不太熟就拍了“霸王硬上弓”这场戏；王佑硕也表示，当时林思意非常害羞，因此NG了很多条。[13]

## 宣傳活動

### 早期宣传
- 2017年8月21日，公布“轻古风”定妆照。[14]
- 2017年8月23日，首次开放媒体探班。[15]
- 2017年9月19日，发布第二组定妆照。
- 2017年11月3日，正式发布首款片花。[16]
- 2018年6月13日，正式发布推广曲《落花成泥》MV。[17]
- 2018年6月18日，发布定档海报和预告片，片方宣布该剧定档6月25日在爱奇艺播出。[18]

### 后期宣传
| 播出時間      | 活動                   | 出席演員                                                               |
| ------------- | ---------------------- | ---------------------------------------------------------------------- |
| 2018年7月28日 | 湖南卫视《快乐大本营》 | 鞠婧祎                                                                 |
| 2018年7月31日 | 北京粉丝见面会         | 鞠婧祎、张哲瀚、林思意、王佑硕、许佳琪、邵雪聪、谢蕾蕾、黄露露、李淑婷 |
| 2018年8月9日  | 湖南卫视《快乐大本营》 | 张哲瀚                                                                 |

## 播出信息
该剧上线24小时后，点击量便突破一亿；7月2日，该剧开播一週后，全网播放量便突破5亿 ；7月8日，该剧播放量突破10亿；7月31日，该剧播放量突破22亿，片方决定临时添加两部番外篇。